# Eggy Party
Eggy Party (tiếng Trung: 蛋仔派对; bính âm: Dànzǎi Pàiduì) là một trò chơi tiệc tùng phổ thông được phát triển bởi NetEase. Phiên bản beta của trò chơi được phát hành vào ngày 27 tháng 5 năm 2022 cho nền tảng Android và iOS với Trung Quốc là quốc gia đầu tiên.